# Muerte de Victoria Arellano
La muerte de Victoria Arellano, una inmigrante mexicana en los Estados Unidos, ocurrió el 20 de julio de 2007 bajo la custodia del Servicio de Control de Inmigración y Aduanas (ICE).

## Hechos
Victoria Arellano falleció por complicaciones del VIH/sida. Si bien los funcionarios de ICE se negaron a comentar sobre la muerte de Arellano, los defensores de los inmigrantes, los pacientes con SIDA y la comunidad LGBT han denunciado la falta de atención médica como injusta y discriminatoria.
Victoria Arellano nació en Guadalajara el 10 de octubre de 1983. Migró a los Estados Unidos cuando era niña. Era una mujer transgénero que fue categorizada como hombre al nacer.
Después de contraer VIH, se le recetó bactrim y luego se cambió a dapsona. Ambos medicamentos eran antibióticos diarios. Tres años antes de ser detenida, los médicos de una clínica gratuita de Los Ángeles la describieron como "asintomática". Su estado comenzó a deteriorarse en mayo de 2007, cuando, tras ser detectada su entrada ilegal al país por segunda vez, fue detenida en un centro en San Pedro, California, donde se le negaron los medicamentos y la atención médica.
Arellano fue atendida por internos del centro, quienes se turnaron para llevarla al baño y llevarle toallas frescas. Fue trasladada a la enfermería el 13 de julio de 2007 y se le recetó amoxicilina. No pudo contener la medicación y comenzó a vomitar sangre.
Ochenta detenidos protestaron por la negación de su tratamiento, coreando "Hospital" e ignorando una orden de hacer fila para el conteo nocturno. Fue transportada a un hospital en San Pedro, pero fue devuelta a las instalaciones dentro de las veinticuatro horas. Una vez más, quedó debilitada por los vómitos y la diarrea, y nuevamente fue transportada al hospital, esta vez a la unidad de cuidados intensivos del Hospital Little Company of Mary en San Pedro. Estaba esposada a su litera y su puerta estaba custodiada por dos agentes de inmigración. Murió el 20 de julio de 2007.